# محسن علی (بازیکن فوتبال)
محسن علی (انگلیسی: Mohsin Ali؛ زادهٔ ۱ ژوئن ۱۹۹۶) بازیکن فوتبال اهل پاکستان است.
وی همچنین در تیم‌های ملی فوتبال زیر ۲۳ سال پاکستان، و پاکستان بازی کرده است.